# 毛连菜
毛连菜（学名：Picris hieracioides）为菊科毛连菜属的植物，是中国的特有植物。分布于哈萨克斯坦、地中海、欧洲、俄罗斯、伊朗以及中国大陆的云南、湖南、西藏、湖北、山东、河南、陕西、甘肃、青海、贵州、吉林、四川、山西、河北等地，生长于海拔560米至3,400米的地区，多生长于田间、沟边、山坡草地、撂荒地、林下或沙滩地，目前尚未由人工引种栽培。

## 异名
- Picris hieracioides L. ssp. fuscipilosa Hand.-Mazz.
- Picris hieracioides L. ssp. morrisonensis (Hayata) Kitamura
- Picris hieracioides L. ssp. ohwiana (Kitamura) Kitamura

## 外部連結
- 毛連菜 Maoliancai （页面存档备份，存于） 藥用植物圖像資料庫 (香港浸會大學中醫藥學院) （繁體中文）（英文）